# (55735) Magdeburg
(55735) Magdeburg  es un asteroide del cinturón principal perteneciente al cinturón de asteroides, región del sistema solar que se encuentra entre las órbitas de Marte y Júpiter.
Fue descubierto el 22 de agosto de 1987 por Freimut Börngen desde el Observatorio Karl Schwarzschild en Tautenburg, Alemania.

## Designación y nombre
Designado provisionalmente como 1987 QV, fue nombrado en honor de la ciudad de Magdeburgo, registrada por primera vez en 805, está situada a orillas del río Elba y actualmente es la capital de Sajonia-Anhalt. Cobró importancia bajo el emperador Otón I, quien fundó allí una catedral.

## Características orbitales
(55735) Magdeburg está situado a una distancia media del Sol de 2,614 ua, pudiendo alejarse hasta 3,360 ua y acercarse hasta 1,868 ua. Su excentricidad es 0,285 y la inclinación orbital 10,953 grados. Emplea 1543,85 días en completar una órbita alrededor del Sol.

## Características físicas
La magnitud absoluta de (55735) Magdeburg es 13,98. Tiene 8,099 km de diámetro y su albedo se estima en 0,098.